# سن آنتونیو رمپیج

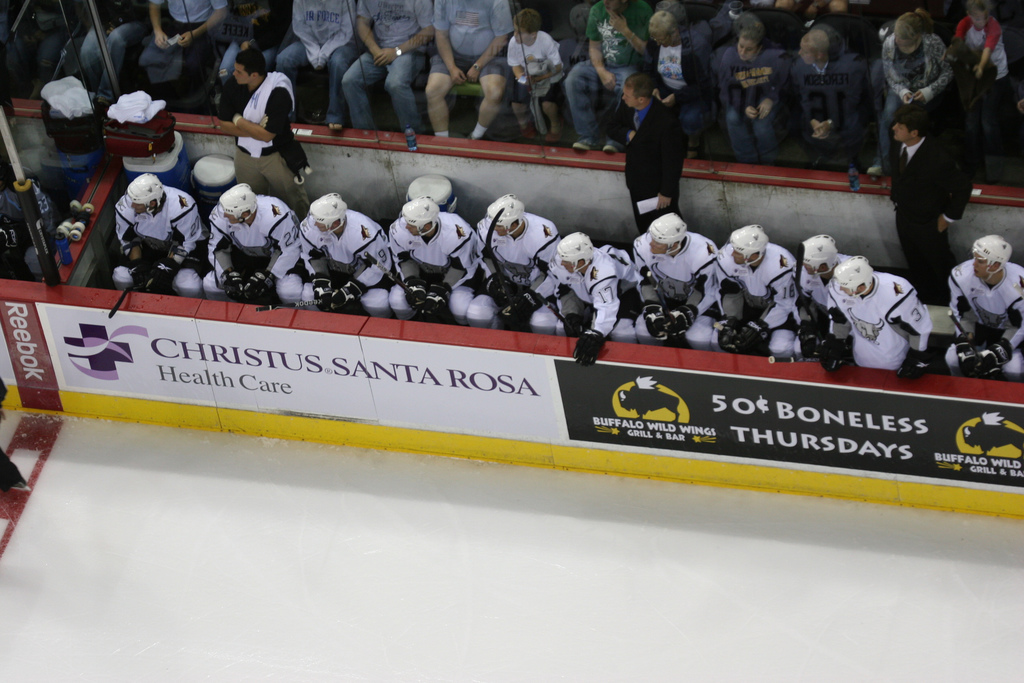

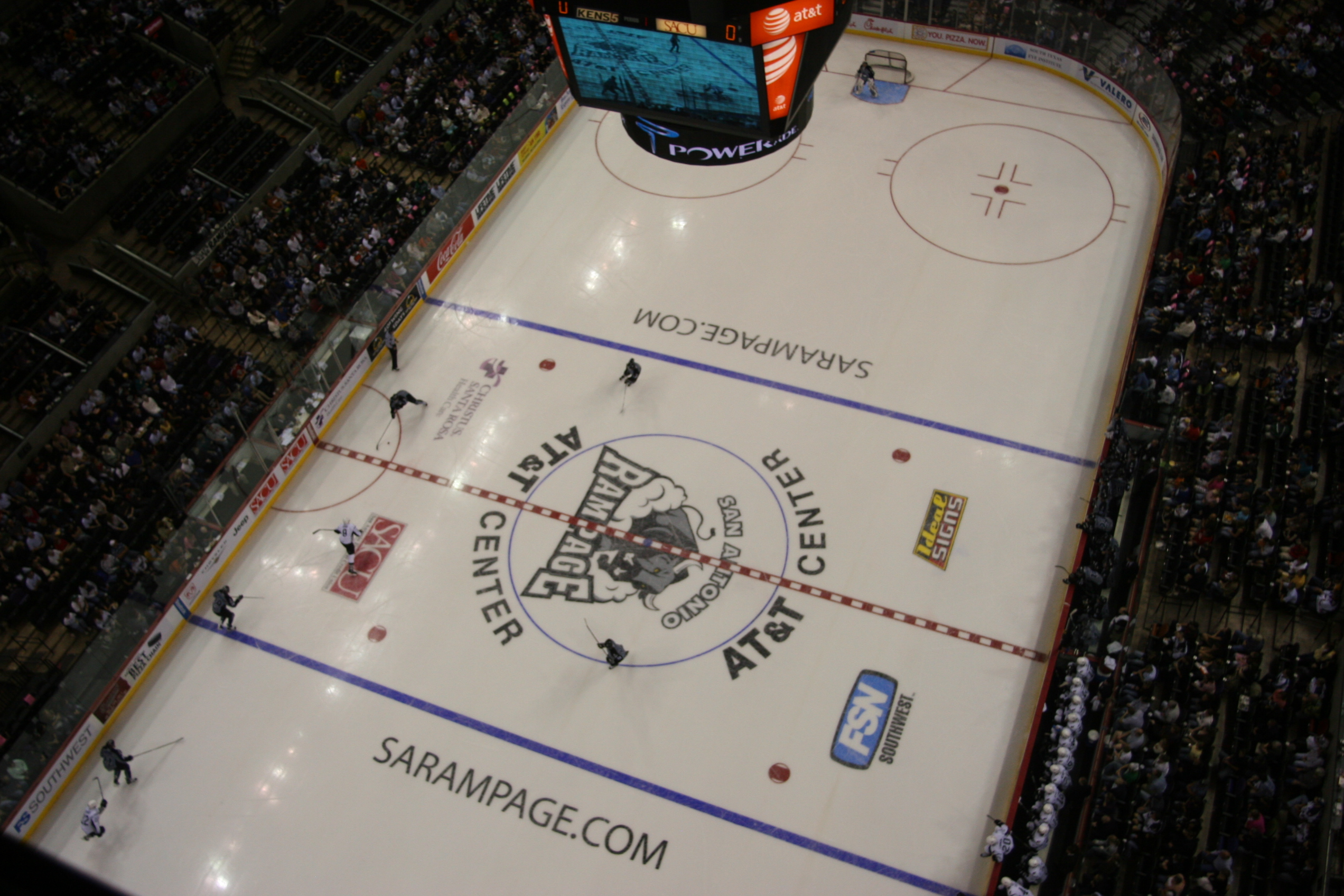

سن آنتونیو رمپیج (San Antonio Rampage) نام یک تیم حرفه‌ای هاکی روی یخ است.
این تیم در شهر سن آنتونیو در تگزاس قرار دارد٬ و عضو لیگ هاکی آمریکا است.
ورزشگاه خانگی این تیم ای تی اند تی سنتر است.